# Rimora
Rimora is een monotypisch geslacht van schimmels uit de familie Aigialaceae. Het bevat alleen Rimora mangrovei.